# 李嗣京
李嗣京，字嘉锡，號水心，原名長華，直隸揚州府興化縣（今江蘇省興化市）人，明朝政治人物，同進士出身。

## 生平
萬曆四十三年（1615年）中舉人。崇禎元年（1628年），登戊辰科進士，授南昌府推官，三年预闽闱，選試浙江道監察御史、奉差河东巡盐，再差巡按福建。差竣候补台班，乙酉（1645年）后杜门养病，绝意世事。著有《冷香斋》、《匡山吟》诸集。

## 家族
曾祖李春芳，嘉靖、隆慶間內閣首輔。父李思聪。弟李喬，字世臣，萬曆四十七年進士。